# فليتري
فيليتري (بالإيطالية: Velletri)‏ ، مدينة وسط إيطاليا في مقاطعة روما ضمن إقليم لاتسيو يبلغ سكانها 50.699 نسمة ، تقع على بعد 40 كم جنوب روما ، مطلة على البحر التيراني .

## السكان
في سنة 1871 بلغ عدد السكان 13٬901 نسمة، وتطور العدد ليصل في سنة 2011 لـ 52٬295 نسمة.
يظهر هذا المخطط البياني تطور النمو السكاني لـ فليتري

## توأمة
لفليتري اتفاقيات توأمة مع كل من:
- إيش سوغ ألزيت
- زمون [الإنجليزية]‏
- بوتو
- Mödling [الإنجليزية]‏
- أوفنباخ أم ماين (1957 - )
- كوسيغ
- فسيتين

## أعلام
- ماركو فيرانتي
- غايوس أوكتافيوس
- كزافييه لورو
- بروسبيرو كولونا
- ماركو بوتشي
- مارتا باستيانيلي
- سبارتاكو باندينلي